# Pat Toomey

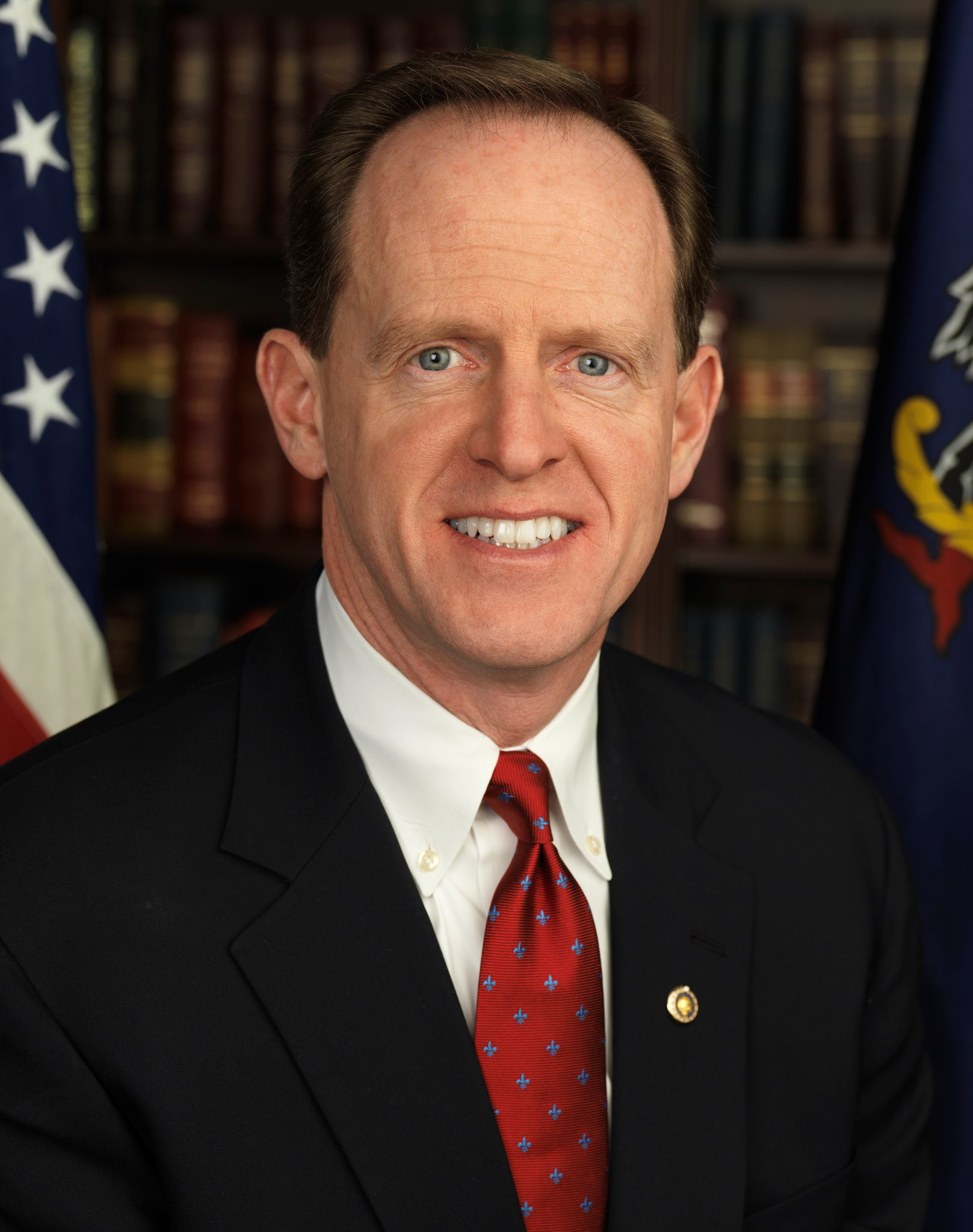
Pat Toomey (2011)

Patrick Joseph „Pat“ Toomey (* 17. November 1961 in Providence, Rhode Island) ist ein US-amerikanischer Politiker. Von Januar 2011 bis Januar 2023 war Toomey Senator für den Bundesstaat Pennsylvania im Senat der Vereinigten Staaten und belegte dort den Candy Desk.

## Leben

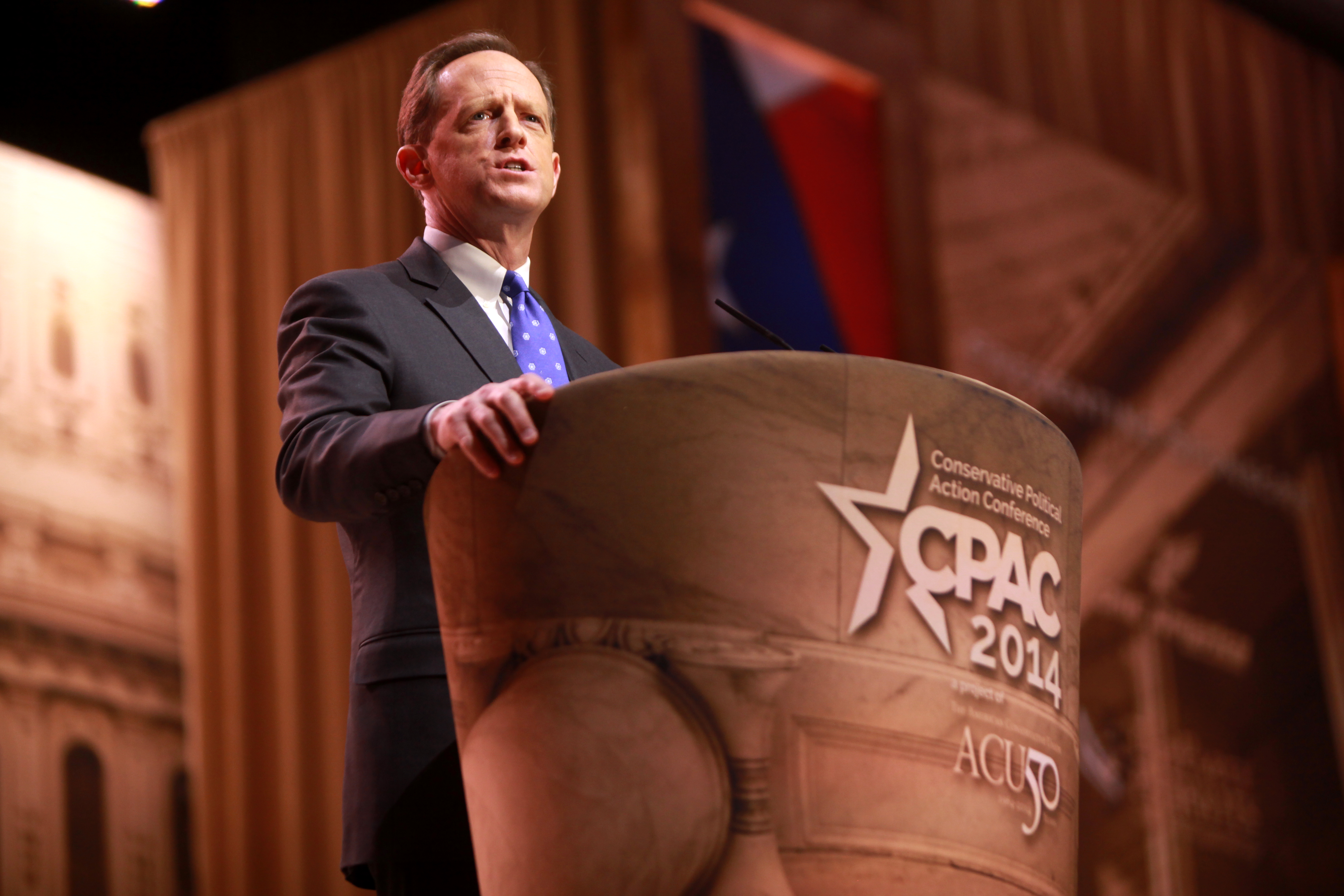
Toomey bei einer Rede 2014

Nach seiner Schulzeit studierte Toomey Politikwissenschaften an der Harvard University. Nach dem Studium erhielt er zunächst eine Anstellung bei der Chemical Bank. Danach war er ab 1986 beim Unternehmen Morgan Grenfell tätig. Als das Unternehmen 1991 von der Deutschen Bank übernommen wurde, verließ Toomey Morgan Grenfell.
Pat Toomey ist mit Kris Toomey verheiratet und hat drei Kinder. Er lebt mit seiner Familie in Zionsville, Lehigh County in Pennsylvania. Toomey ist Mitglied der Katholischen Kirche.

## Politik
Von 1999 bis 2005 war er Abgeordneter im Repräsentantenhaus der Vereinigten Staaten für den 15. Kongresswahlbezirk von Pennsylvania. Toomey ist Mitglied der Republikanischen Partei. 2004 bewarb er sich um die Nominierung seiner Partei für den US-Senat, unterlag aber in der Vorwahl der Republikaner knapp dem langjährigen Amtsinhaber Arlen Specter. Sechs Jahre später hingegen wurde Toomey von den Republikanern als Kandidat für den Senat aufgestellt, und gewann am 5. November 2010 die Wahl zum US-Senat im Bundesstaat Pennsylvania. Er folgt damit auf diesem Senatssitz Arlen Specter, der 2009 zu den Demokraten gewechselt war, nachdem sich angedeutet hatte, dass er die Vorwahlen um die erneute Nominierung durch seine Partei diesmal gegen den konservativeren Toomey verlieren würde. Allerdings unterlag Specter dann auch in der demokratischen Primary dem Kongressabgeordneten Joe Sestak, gegen den sich dann Toomey wiederum durchsetzte. Da er im Jahr 2016 in seinem Amt bestätigt wurde, wird er auch für die nächsten sechs Jahre seinen Staat im US-Senat vertreten. Seine neue Amtszeit läuft bis zum 3. Januar 2023.
Im Oktober 2020 kündigte Toomey an, bei der Senatswahl 2022 nicht mehr antreten zu wollen. Da Pennsylvania bei der Präsidentschaftswahl 2020 knapp von Joe Biden gewonnen wurde (50 % für Biden, 48,8 % für Trump), gilt der Sitz für die Republikaner als potenziell gefährdet. Die republikanischen Vorwahlen konnte der von Donald Trump unterstützte Kandidat für sich entscheiden.

## Positionen
Toomey ist ein Unterstützer des 2. Zusatzartikels zur Verfassung der Vereinigten Staaten, welcher den Besitz und das Tragen von Schusswaffen erlaubt.  Andererseits brachte er im Zuge des Amoklaufes an der Sandy Hook Elementary School einen Gesetzesvorschlag in den Senat mit Joe Manchin, dem demokratischen Senator von West Virginia, ein, der Waffenkäufe reguliert hätte. Als Anhänger der Tea-Party-Bewegung ist er gegen höhere Steuern. Er ist jedoch bereit, Steuervorteile abzuschaffen und Schlupflöcher zu schließen.
Nach dem Sturm auf das Kapitol forderte Toomey am 10. Januar 2021 als zweites republikanisches Senatsmitglied nach Lisa Murkowski Präsident Trumps Rücktritt, nachdem er bereits einen Tag vorher gesagt hatte, dass Trumps Verhalten in seinen Augen ein Amtsenthebungsverfahren rechtfertigen würde. Als es dann zum zweiten Amtsenthebungsverfahren gegen Donald Trump kam, unterstützte er dieses auch und stimmte als einer von sieben republikanischen Senatoren für einen Schuldspruch Trumps.